# Roberto Nicotti
Roberto Nicotti (Élisabethville, Zaire, 17 de maig de 1966 - Còrdova, Espanya, 15 de setembre de 1995) va ser un ciclista italià especialista en pista. Guanyador de dues medalles als Campionat del món de tàndem fent parella amb Andrea Faccini.
Va morir en un accident de tràfic quan es dirigia a treballar.